# Kotobuki Shiriagari
Kotobuki Shiriagari (jap. しりあがり 寿, Shiriagari Kotobuki; * 1. Januar 1958 in Shizuoka, Präfektur Shizuoka, Japan) ist der Künstlername von Toshiki Mochizuki (望月 寿城, Mochizuki Toshiki), einem japanischen Manga-Zeichner.
Nach dem Grafikdesign-Studium an der Tama-Kunsthochschule in Tokio arbeitete Toshiki Mochizuki von 1981 bis 1994 in der Werbeabteilung der Brauerei Kirin. Bereits in dieser Zeit zeichnete er in seiner Freizeit und konnte 1985 als Kotobuki Shiriagari seinen ersten Sammelband Ereki na Haru bei Hakusensha veröffentlichen. Zu seinen bekanntesten Werken zählen Jiji Oyaji 2000, für das er 2000 mit dem Bungei-Bunshū-Manga-Preis ausgezeichnet wurde, und Yajikita in Deep, für das er 2001 den Osamu-Tezuka-Kulturpreis erhielt. Osamu Tezuka hatte zu seinen Lebzeiten noch Shiragaris Zeichenstil gelobt. Yajikita in Deep erzählt, basierend auf Jippensha Ikkus Tōkaidōchū Hizakurige aus dem 19. Jahrhundert, von der Reise eines homosexuellen, drogensüchtigen Paares nach Ise.
Kotobuki Shiriagari zeichnet neben den Manga-Serien, die beispielsweise in alternativen Manga-Magazinen wie AX und Comic Beam veröffentlicht werden, tägliche Strips für Tageszeitungen, Kolumnen und fertigt Installationen für Kunstgalerien an.
Sein Stil zeichnet sich durch eine gewollte Unbeholfenheit aus, die Zeichnungen wirken teilweise gekritzelt oder unsauber. In einigen Werken werden diese Zeichnungen mit Elementen der Tuschemalerei kombiniert. Auf dem Comicfestival in Angoulême wurde Kotobuki Shiriagari 2006 mit einer Werkschau dem europäischen Publikum vorgestellt.
Er ist mit der Manga-Zeichnerin Hibari Nishiki verheiratet.

## Werke (Auswahl)
- Ereki na Haru (エレキな春), 1985
- Hinshi no Essayist (瀕死のエッセイスト, Hinshi no Esseisuto), 1993–2002
- Yajikita in Deep (弥次喜多 in DEEP), 1997–2002
- Jiji Oyaji 2000 (時事おやじ2000), 2000
- Haikai Rōjin Don Quichote (徘徊老人ドンキホーテ, Haikai Rōjin Don Kihōte), 2001
- Futago no Oyaji (双子のオヤジ), 1998–2001